# Фихтельберг (Верхняя Франкония)
Фихтельберг (нем. Fichtelberg) — община  в Германии, в Республике Бавария.
Подчиняется административному округу Верхняя Франкония. Входит в состав района Байройт. Население составляет 1917 человек (на 31 декабря 2010 года). Занимает площадь 5,17 км². Официальный код — 09 4 72 138. Местные регистрационные номера транспортных средств (коды автомобильных номеров) (нем. Kraftfahrzeugkennzeichen) — BT.
Община подразделяется на 13 сельских округов.

## Население

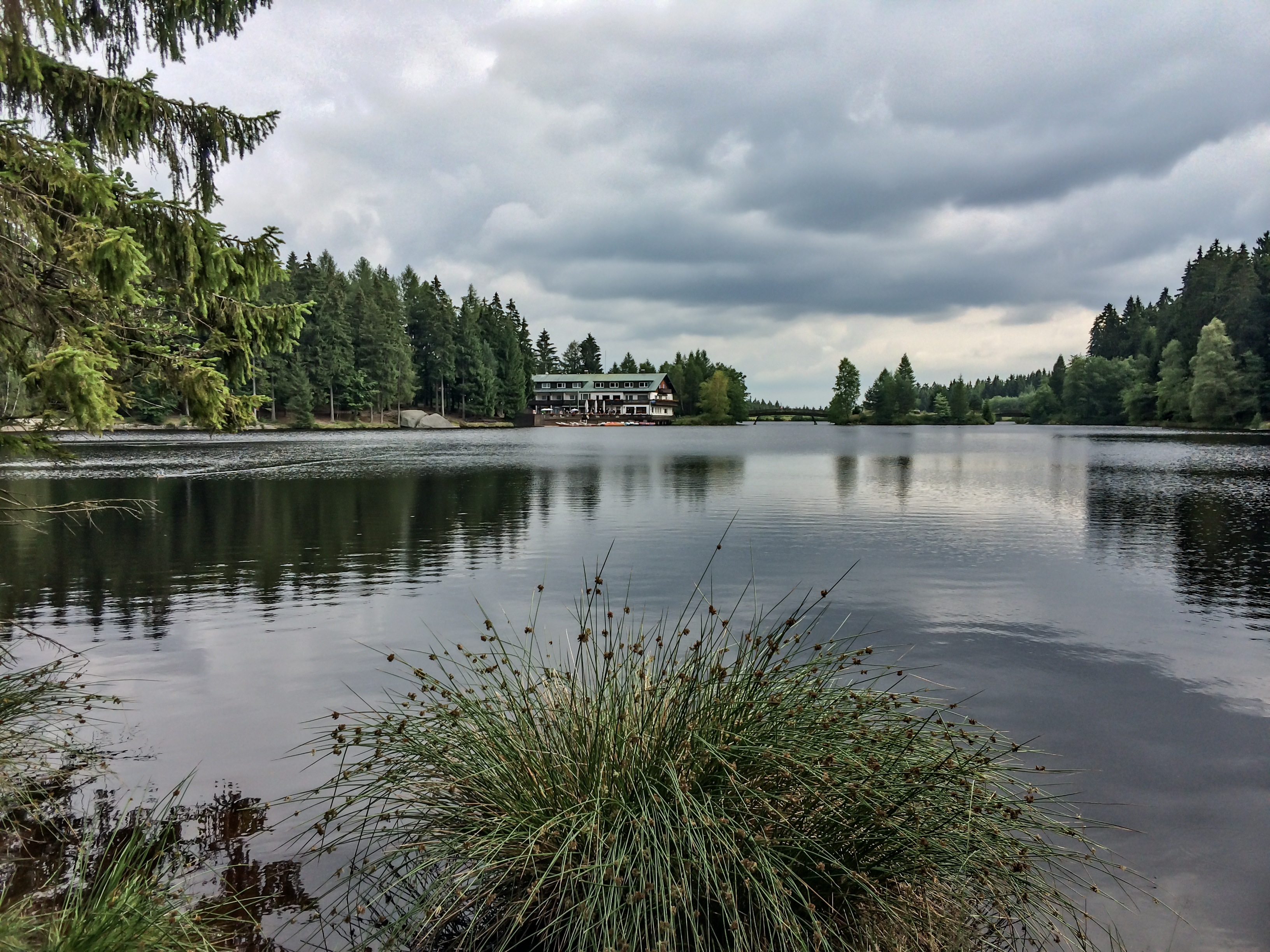
Озеро Фихтель (озеро) (Fichtelsee)

По оценке на 31 декабря 2015 года население общины Фихтельберг составляет 1872 чел. 

| Дата      | 1840 | 1871 | 1900 | 1925 | 1939 | 1950 | 1961 | 1970 | 1987 | 2011 |
| --------- | ---- | ---- | ---- | ---- | ---- | ---- | ---- | ---- | ---- | ---- |
| Население | 1053 | 1007 | 1156 | 1868 | 1710 | 2493 | 2570 | 2606 | 2192 | 1936 |

| Год       | 1960 | 1970 | 1980 | 1990 | 2000 | 2009 | 2010 | 2011 | 2012 | 2013 | 2014 | 2015 |
| --------- | ---- | ---- | ---- | ---- | ---- | ---- | ---- | ---- | ---- | ---- | ---- | ---- |
| Население | 2562 | 2581 | 2305 | 2488 | 2159 | 1938 | 1917 | 1928 | 1939 | 1908 | 1910 | 1872 |